# إدارة أعمال

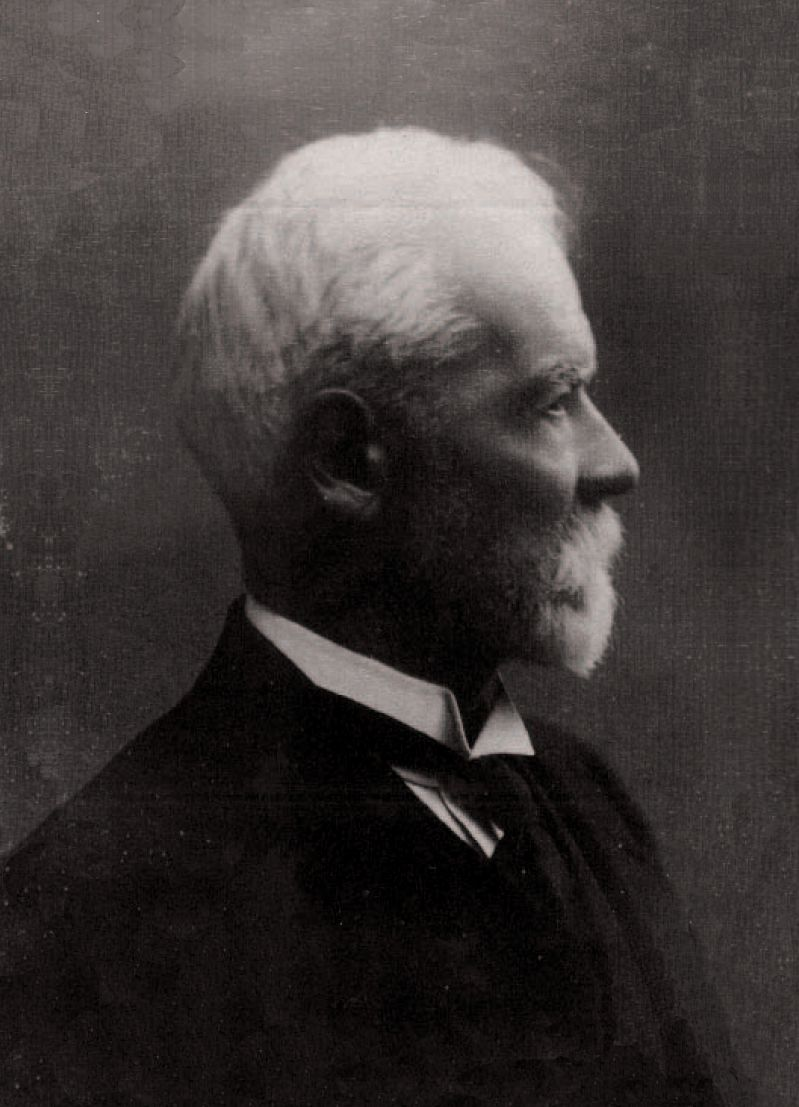

إدارة الأعمال هو مصطلح مواز لأداء أو إدارة عمليات الأعمال التجارية، والتي ربما تشتمل على صناعة القرارات الهامة. وبالتالي فمن المرجح أن تشتمل على الكفاءة التنظيمية للعاملين وغيرهم من الموارد بحيث يتم توجيه الأنشطة نحو تحقيق الأهداف والغايات المشتركة.
اشتقت هذه الكلمة من الكلمة الإنجليزية الوسطى administration، والتي اشتقت بدورها من الفرنسية administration، والتي اشتقت هي ذاتها من اللاتينية administratio — كلمة مركبة لـad («لكي») وministrare «يقدم الخدمة».
أحيانًا ما يمكن أن تُستخدم كلمة المدير من آن لآخر كلقب للمدير العام أو أمين السر للشركة والذي يقدم تقاريره إلى مجلس إدارة الشركة. ويشير هذا اللقب إلى لفظ أثري ولكن في العديد من المؤسسات، تشتمل وظيفة الإدارة العامة على خدمات أقسام التمويل وشؤون الموظفين ونظم المعلومات الإدارية، وهذا هو المقصود من مصطلح «الإدارة».
وفي بعض التحليلات المؤسسية، تعد الإدارة مجموعة فرعية من المنظومة الإدارية للمؤسسة، والمرتبطة على وجه التحديد بالعناصر الفنية والاعتيادية داخل العملية التشغيلية للمؤسسة. حيث تختلف الإدارة تمامًا عن العمل التنفيذي أو الاستراتيجي.
وعلى النقيض، يُمكن أن تُشير الإدارة إلى الأداء البيروقراطي أو التشغيلي للمهام المكتبية الروتينية، والموجهة عادةً على المستوى الداخلي للمؤسسة وتفضل التفاعل بدلاً من إعداد الإجراءات المسبقة.

## تاريخ دراسة إدارة الأعمال
تُعد أول كلية لإدارة الأعمال على مستوى العالم، هي كلية إدارة الأعمال بأوروبا (ESCP Europe) حيث تنتشر فروعها في باريس ولندن وبرلين ومدريد وتورينو والتي تأسست عام 1819. بينما كانت كلية وارتون في جامعة بنسلفانيا أول كلية لإدارة الأعمال في الولايات المتحدة والتي تأسست في عام 1881. وعلى نفس الوتيرة، تأسست أعرق كلية فرنسية لإدارة الأعمال إتش إي سي لإدارة الأعمال في باريس في عام 1881، بينما تأسست كلية هارفارد لإدارة الأعمال في عام 1908، والتي تأسست بعد عام واحد من إنشاء كلية إدارة الأعمال من المدرسة العليا للعلوم الاقتصادية والتجارية المرموقة بفرنسا.

## الوظائف الإدارية
الوظائف الإدارية بصفة عامة، يشترك المديرون في مجموعة من الوظائف تهدف إلى تلبية أهداف المؤسسة. وقد ذكر هنري فايول (Henri Fayol) «وظائف» المدير هذه من قبل باعتبارها «العناصر الخمسة للإدارة» (كما هو موضح أدناه).
- التخطيط: يُقرر مسبقًا ما يجب القيام به، وكيفية القيام بذلك، وتوقيته، ومن الذي ينبغي عليه فعل ذلك. يحدد التخطيط المسار بداية من الوضع الحالي للمنظمة والمكانة التي تصبو إليها. وتشتمل وظيفة التخطيط على تحديد الأهداف وترتيبها منطقيًّا. ويشارك المديرون على حد سواء في التخطيط قصير المدى وبعيد المدى.
- التنظيم: يشتمل على تحديد المسؤوليات المراد تنفيذها، وضم المسؤوليات إلى إدارات أو أقسام، وتحديد العلاقات المؤسسية بينها. فالغرض من ذلك هو تنسيق الجهود بين جميع العناصر المشتركة في عملية (تنسيق) أعمال المؤسسة. ويجب أن يضع عامل التنظيم في الحسبان مسألة تفويض السلطات والمسؤوليات ونطاق المراقبة داخل الوحدات الإشرافية.
- التوظيف: يعني شَغل المناصب الوظيفية بالأشخاص المناسبين في الوقت المناسب. وهي تشتمل على تحديد احتياجات التوظيف وكتابة المتطلبات الوظيفية وتعيين وتصفية المتقدمين لشغل المناصب.
- الإدارة (القيادة): هي قيادة الموظفين بأسلوب يحقق أهداف المؤسسة. ويشتمل ذلك على توزيع الموارد بالشكل الأمثل وتوفير نظام دعم فعال. لذا تتطلب الإدارة توفر مهارات شخصية استثنائية وقدرة فريدة على تحفيز الموظفين. وتتمثل إحدى القضايا الحاسمة في الإدارة في تحقيق التوازن الصحيح بين التركيز على احتياجات الموظفين والتركيز على الإنتاج الاقتصادي.
- السيطرة: هي الوظيفة التي تقوم بتقييم الجودة في جميع المجالات واكتشاف الانحرافات المحتملة أو الفعلية عن خطة المؤسسة. وهذا من شأنه ضمان أداء عالي الجودة ونتائج مُرضية مع الحفاظ على بيئة عمل منظمة وخالية من المشاكل. ويشتمل عنصر السيطرة على إدارة المعلومات وقياس الأداء وتوطيد أسس الإجراءات التصحيحية.
- إعداد الميزانية: وهي تقع خارج القائمة المذكورة أعلاه، حيث تشتمل على معظم الوظائف الإدارية، بدءًا من تنفيذ خطة الميزانية إلى جانب تطبيق ضوابط الميزانية.